# Günther Radusch
Günther Radusch (* 11. November 1912 in Schwetz, Westpreußen; † 29. Juli 1988 in Nordstrand) war ein deutscher Offizier, zuletzt Oberst der Luftwaffe der Bundeswehr.

## Militärbiografie
Raduschs Vater war Rektor. Er legte im Jahr 1931 das Abitur ab und ging anschließend zur Deutschen Verkehrsfliegerschule (DVS) nach Schleißheim. 1932 erhielt er, unter Umgehung des Versailler Vertrags, eine geheime Flugzeugführerausbildung in Lipezk. Nach deren Beendigung kehrte Radusch nach Deutschland zurück und wurde dem 4. Infanterie-Regiment der Reichswehr zugewiesen, um dort seine infanteristische Grundausbildung zu erhalten. Anschließend besuchte er in Dresden die Reichswehr-Infanterieschule, die er im Oktober 1934, mittlerweile im Rang eines Leutnants, abschloss.
Danach fungierte Radusch in der bereits 1935 enttarnten Luftwaffe bis Sommer 1936 als Jagdlehrer an der Jagdfliegerschule in Schleißheim. Von September 1936 bis Mai 1937 war Raduschs bei der Legion Condor im Rang eines Oberleutnants eingesetzt. Auf der Seite der rechtsgerichteten Putschisten unter General Francisco Franco beteiligte er sich am Spanischen Bürgerkrieg. Er war hier als stellvertretender Staffelkapitän der Versuchsjagdstaffel 88 im Einsatz und flog ein Exemplar des Jagdflugzeug vom Typ He 112. Daneben hatte er auch Einsätze auf der Messerschmitt Bf 109. Im Mai 1937 kehrte Radusch mit einem erzielten Luftsieg nach Deutschland zurück.
Von Juni 1937 bis Mai 1939 war Radusch am Aufbau der Nachtjagdwaffe beteiligt. Hier führte er als Staffelkapitän eine Zerstörerlehrgruppe in Barth, die im Tagjagdeinsatz Messerschmitt Bf 110 und in der Nachtjagd mit Maschinen vom Typ Ar 68 experimentierte. Im Mai 1939 wurde Radusch in das Reichsluftfahrtministerium abkommandiert, wo er, im Rang eines Hauptmanns, als Referent Zerstörer und Nachtjagd bei der dortigen Inspektion der Jagdflieger diente.
Nach Beendigung des Westfeldzuges wurde Radusch zum Staffelkapitän der 2. Staffel des Zerstörergeschwaders 1 ernannt. Die I. Gruppe, in die auch Raduschs Staffel involviert war, wurde ab Juli 1940 in Düsseldorf auf Nachtjagd umgerüstet. Die Gruppe ging noch im selben Monat im Nachtjagdgeschwader 1 auf. Das NJG 1 flog anschließend Luftabwehreinsätze in den Niederlanden und am Niederrhein. Als Gruppenkommandeur der I./NJG 1 fungierte Radusch als Schulungsleiter weiterer Nachtjagdverbände in Vechta und Schleswig.
Am 1. August 1943 wurde Radusch mit der Führung des Nachtjagdgeschwaders 5 beauftragt, das sich in Döberitz in der Aufstellung befand. Taktisch unterstellt war das Geschwader dabei der 4. Jagddivision. Am 13. Februar 1943 wurde Radusch das Deutsche Kreuz in Gold verliehen und am 29. August 1943 das Ritterkreuz des Eisernen Kreuzes. Am 1. Februar 1944 wurde Radusch, mittlerweile zum Oberstleutnant befördert, Nachfolger des am 21. Januar 1944 gefallenen Heinrich Prinz zu Sayn-Wittgenstein als Kommodore des Nachtjagdgeschwaders 2. Hier erhielt Radusch am 6. Februar 1944 als 444. Soldat der Wehrmacht das Eichenlaub zum Ritterkreuz des Eisernen Kreuzes verliehen. Am 1. November 1944 wurde Radusch zum Kommodore des Nachtjagdgeschwaders 3 ernannt. Er wurde dort Nachfolger von Helmut Lent, der am 7. Oktober 1944 seinen in einem Flugunfall erlittenen Verletzungen erlegen war. Im Januar 1945 wurde Radusch zum Oberst befördert. Im Februar 1945 erfolgte Raduschs Einweisung für den Nachtjäger Focke-Wulf Ta 154. Allerdings lehnte er in seiner Eigenschaft als Geschwaderkommodore des NJG 3 den Einsatz dieses Flugzeugtyps aufgrund mangelnder Leistung ab.
Bei etwa 140 Feindflügen verzeichnete Radusch 64 Luftsiege, davon einen Tagabschuss in Spanien. Andere Quellen beziffern die Zahl seiner Nachtsiege mit 63.
Bei Kriegsende geriet Radusch in britische Kriegsgefangenschaft, aus der er 1947 entlassen wurde. Danach trat er vorübergehend in den Dienst der US-amerikanischen Streitkräfte über. Am 1. September 1958 trat Radusch, im Rang eines Obersts, der Bundeswehr bei. Bis Ende März 1964 kommandierte er die Flugzeugführerschule A in Landsberg am Lech. Anschließend war Radusch bis zu seiner Pensionierung 1971 Stabsoffizier in der Luftverteidigung. Nach dem Eintritt in den Ruhestand zog Radusch nach München.
1988 verstarb Radusch in Nordstrand.